# Reprezentacja Chińskiego Tajpej w piłce nożnej mężczyzn

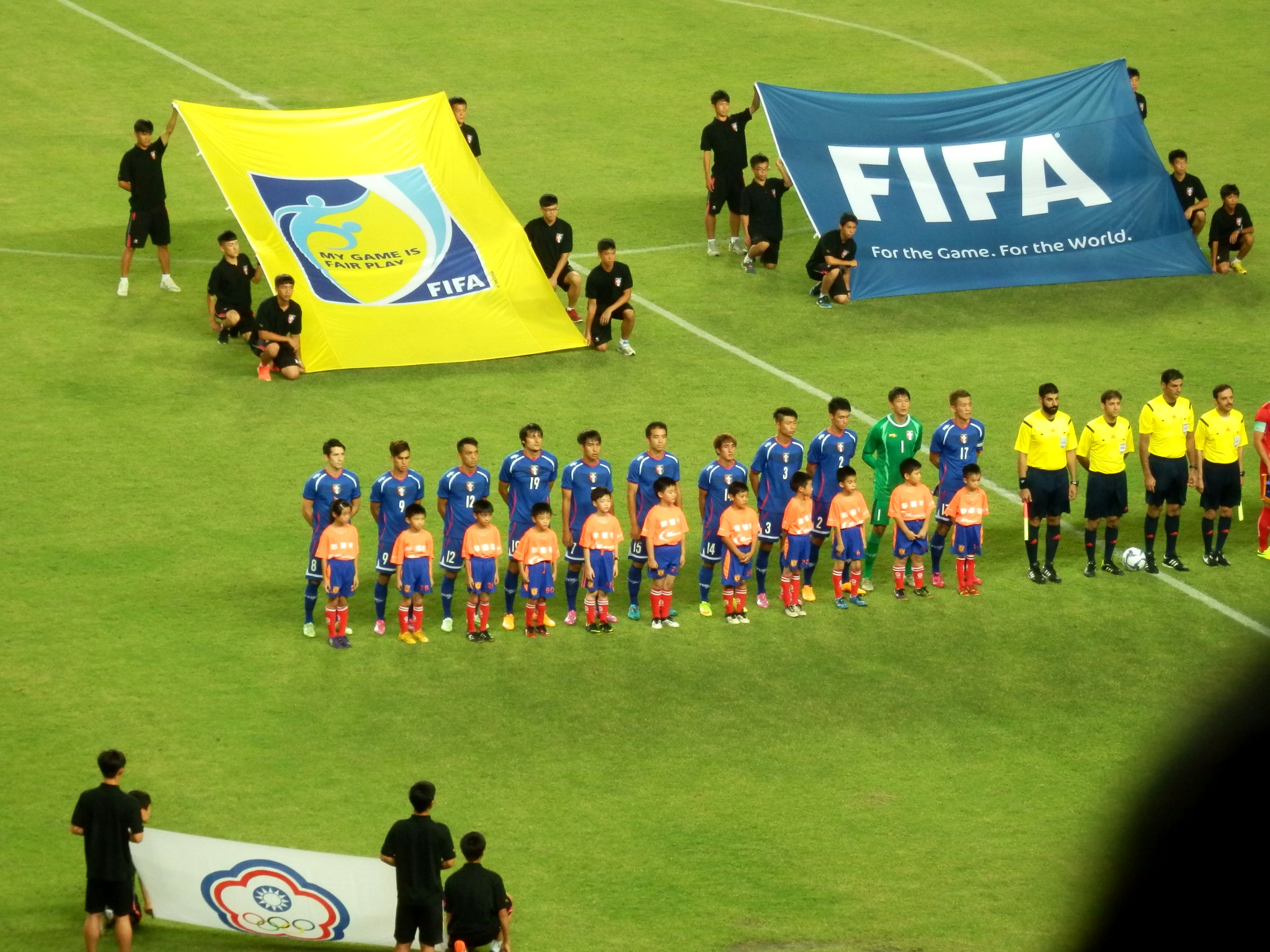
Reprezentacja Chińskiego Tajpej przed meczem z Tajlandią. 16 czerwca 2015. Widoczna specjalna flaga olimpijska, pod którą występują.

Reprezentacja Chińskiego Tajpej w piłce nożnej, to oficjalna nazwa pod jaką występuje drużyna Republiki Chińskiej (Tajwanu).
Powstały w roku 1924 Chiński Związek Piłki Nożnej przyjęty został do FIFA w 1932. W roku 1949, po powstaniu Chińskiej Republiki Ludowej przeniósł się na Tajwan i w 1954 został ponownie członkiem FIFA, ale już jako reprezentujący jedynie tę - faktycznie niepodległą - wyspę. Początkowo reprezentacja występowała pod nazwą Tajwan, następnie Republika Chińska, obecnie jako Chińskie Tajpej. Zmiany nazw wymuszały komunistyczne Chiny kontynentalne, nieuznające niepodległości Tajwanu. Reprezentacja musi również grać pod specjalną flagą (flaga Tajwanu jest identyczna z flagą Chin sprzed 1949, co również wywołuje dezaprobatę ChRL); obecnie gra pod specjalną flagą olimpijską Chińskiego Tajpej. 
Największym sukcesem Tajwanu pozostaje trzecie miejsce wywalczone podczas Pucharu Azji 1960. Należy jednak zaznaczyć, że gracze występujący w tamtej reprezentacji faktycznie pochodzili z Hongkongu (uznawali oni, że gra w barwach Tajwanu jest bardziej prestiżowa niż w ich własnej reprezentacji). Na Mistrzostwach Świata zespół do tej pory nie wystąpił.
Obecnym selekcjonerem Chińskiego Tajpej jest Gary White.

## Udział wMistrzostwach Świata
- 1930 – Nie brało udziału (nie było członkiem FIFA)
- 1934 – 1938 – Nie brało udziału
- 1950 – Nie brało udziału (nie było członkiem FIFA)
- 1954 – 1958 – Wycofało się z udziału
- 1962 – 1974 – Nie brało udziału
- 1978 – 1982 – Nie zakwalifikowało się
- 1986 – Nie brało udziału
- 1990 – 2022 – Nie zakwalifikowało się

## Udział wPucharze Azji
- 1956 – Nie zakwalifikowało się
- 1960 – III miejsce
- 1964 – Nie brało udziału
- 1968 – IV miejsce
- 1972 – 1988 – Nie brało udziału
- 1992 – 2023 – Nie zakwalifikowało się